# Vietoluperus
Vietoluperus là một chi bọ cánh cứng trong họ Chrysomelidae.
Chi này được miêu tả khoa học năm 1981 bởi Medvedev & Dang Tkhi Dap.

## Các loài
Chi này gồm các loài:
- Vietoluperus alleculoides Medvedev & Dang, 1981